# Вюйёмье, Жорж
Жорж Вюйёмье (фр. Georges Vuilleumier; 21 сентября 1944, Трамлан, Берн — 29 июля 1988) — швейцарский футболист, играл на позиции нападающего. Участник чемпионата мира 1966 года.

## Биография

### Клубная карьера
Дебютировал в Национальной лиге А за «Ла-Шо-де-Фон» 23 сентября 1962 года в матче с клубом «Янг Феллоуз» — «Ла-Шо-де-Фон» выиграл матч со счётом 1:0. Всего в составе «Ла-Шо-де-Фон» отыграл четыре сезона и в 1964 году выиграл чемпионский титул.
В 1965 году перешёл в «Лозанну», за которую отыграл 12 сезонов, сыграл 267 матчей и забил 73 гола. Затем он играл за «Фрибур» и «Ла-Шо-де-Фон».

### Карьера в сборной
Дебютировал за сборную Швейцарии 4 октября 1964 года в товарищеском матче со сборной Венгрии — Швейцария проиграла 0:2. Входил в состав сборной на чемпионате мира 1966 года, но на поле не выходил. Всего за сборную Швейцарии сыграл 19 матчей и забил 2 гола.

### Смерть
Скоропостижно скончался 29 июля 1988 года в возрасте 84 лет.